# Croatian Juniors 2014
Das Croatian Juniors 2014 als bedeutendstes internationales Nachwuchsturnier von Kroatien im Badminton fand vom 3. bis zum 5. Oktober 2014 in Poreč statt.

## Sieger und Platzierte
| Disziplin    | Gold                                | Silber                                  | Bronze                                |
| ------------ | ----------------------------------- | --------------------------------------- | ------------------------------------- |
| Herreneinzel | Vincent Medina                      | Dragoslav Petrović                      | Wolfgang Gnedt                        |
| Herreneinzel | Vincent Medina                      | Dragoslav Petrović                      | Aleksander Jabłoński                  |
| Dameneinzel  | Dorotea Sutara                      | Monika Svetničkova                      | Joanne Stanisz                        |
| Dameneinzel  | Dorotea Sutara                      | Monika Svetničkova                      | Dominika Budzelová                    |
| Herrendoppel | Nathan Laemmel Vincent Medina       | Mateusz Biernacki Przemyslaw Szydlowski | Christoph Muhri Leon Seiwald          |
| Herrendoppel | Nathan Laemmel Vincent Medina       | Mateusz Biernacki Przemyslaw Szydlowski | Aleksander Jabłoński Paweł Śmiłowski  |
| Damendoppel  | Katarina Beton Ema Cizelj           | Michaela Fuchsová Tereza Švabikova      | Pia Becher Janine Lais                |
| Damendoppel  | Katarina Beton Ema Cizelj           | Michaela Fuchsová Tereza Švabikova      | Iza Šalehar Lia Šalehar               |
| Mixed        | Krzysztof Jakowczuk Magda Konieczna | Michal Hubaček Monika Svetničkova       | Patrick Scheiel Pia Becher            |
| Mixed        | Krzysztof Jakowczuk Magda Konieczna | Michal Hubaček Monika Svetničkova       | Valentine Filimon Colins Andra Olariu |